# Echemoides chilensis
Echemoides chilensis är en spindelart som beskrevs av Norman I. Platnick och Mohammad U. Shadab 1983. Echemoides chilensis ingår i släktet Echemoides och familjen plattbuksspindlar. Inga underarter finns listade i Catalogue of Life.